# Avalanche Canyon
Pour les articles homonymes, voir Avalanche (homonymie).
Avalanche Canyon est situé dans le parc national de Grand Teton, dans l'État américain du Wyoming. Le canyon a été formé par des glaciers qui se sont retirés à la fin de la dernière aire glaciaire il y a environ 15 000 ans, laissant derrière une vallée en forme de U.  Le lac Snowdrift et le lac Taminah sont situés à la tête du canyon. 

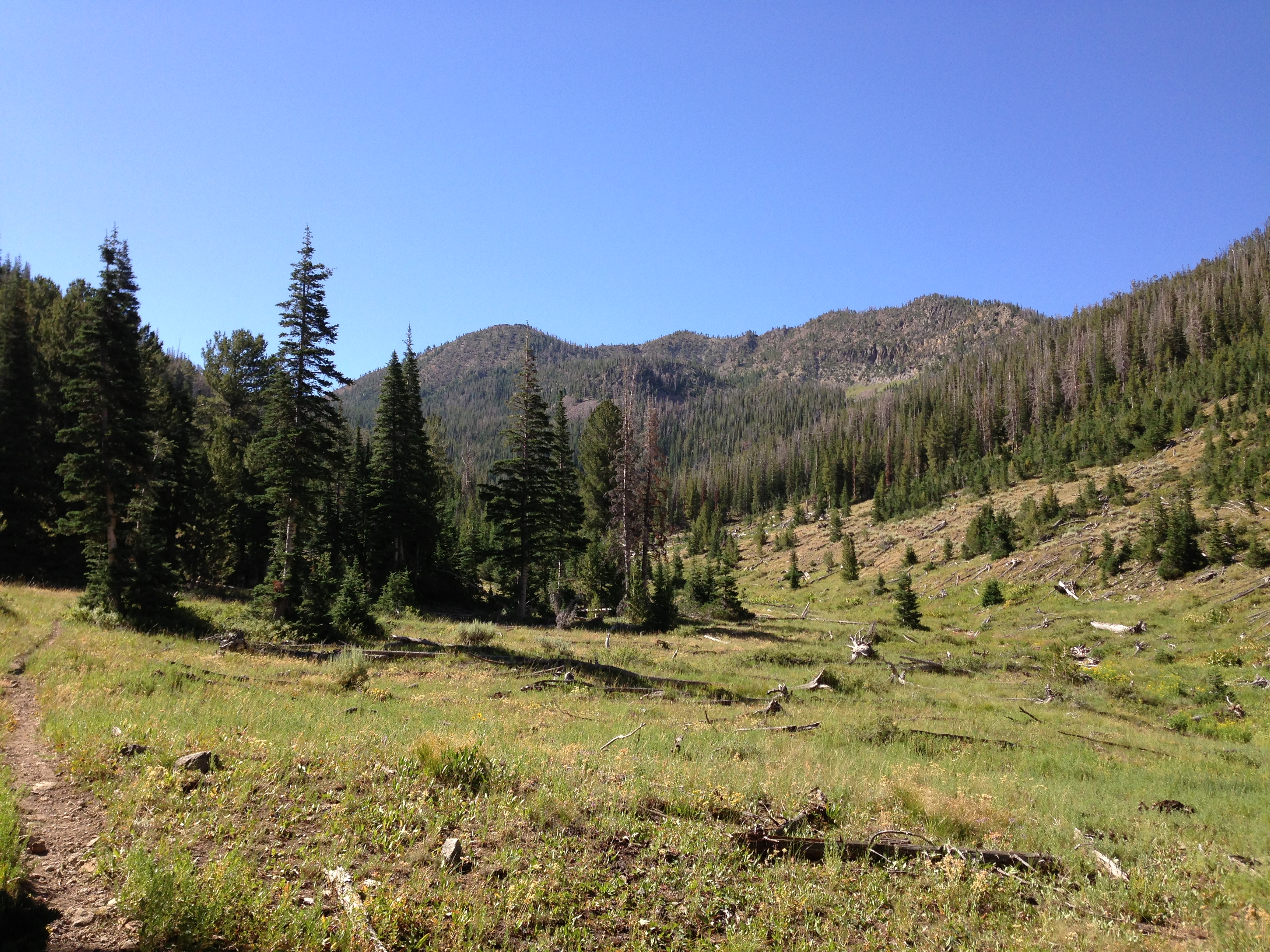
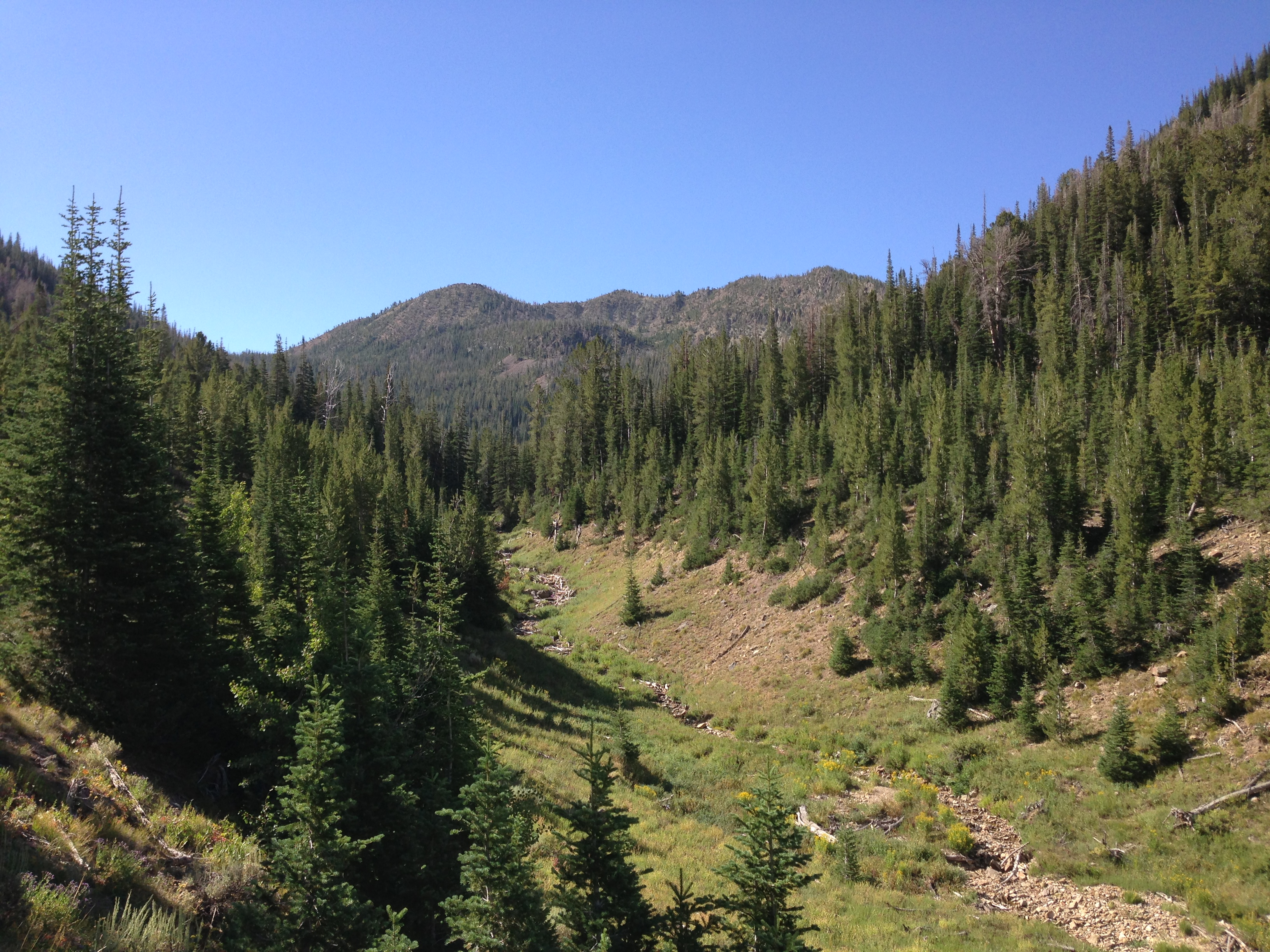
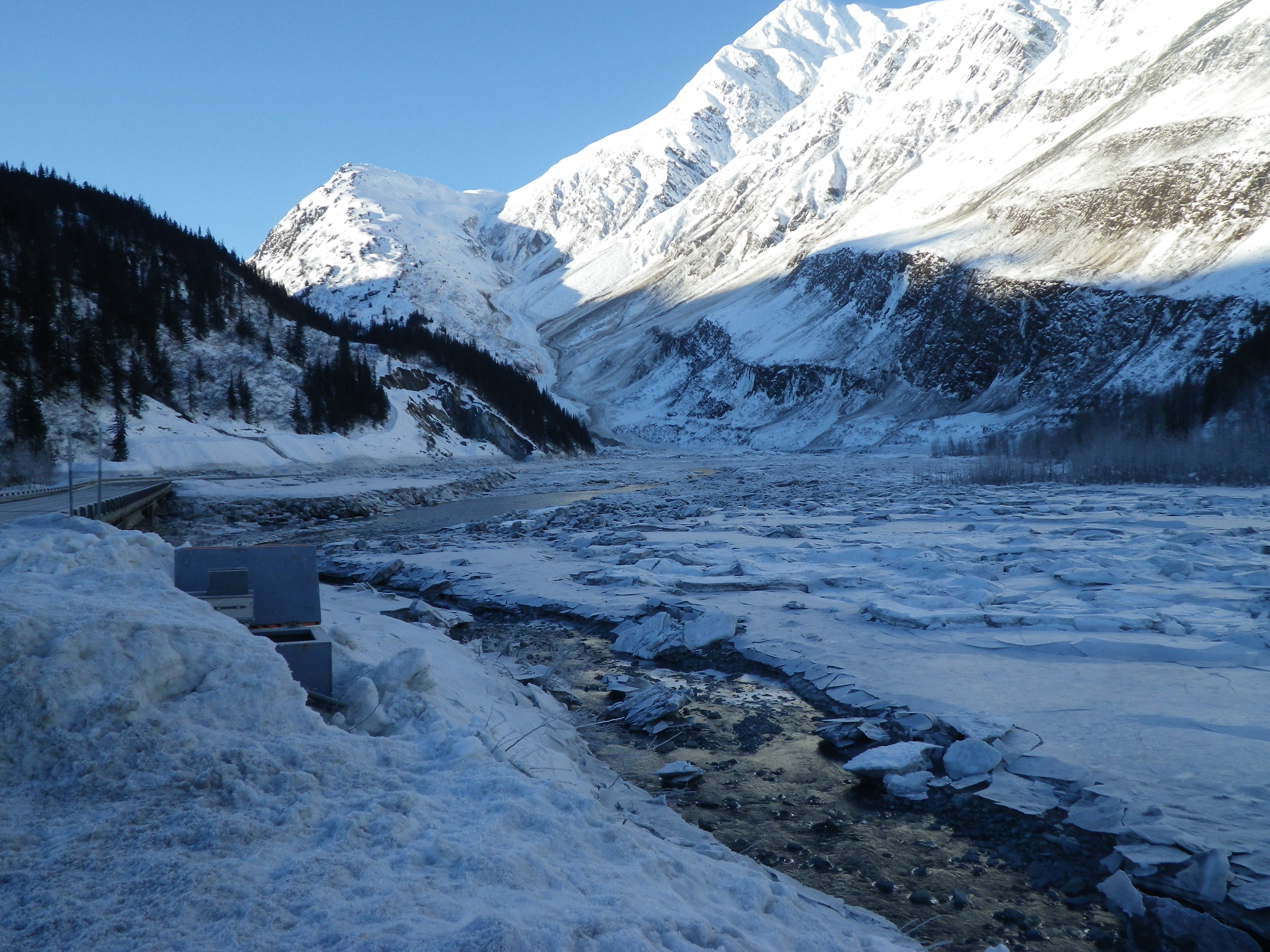